# Dème d'Égialée
Égialée (forme francisée) ou Aigiália ou Eyiália (en grec moderne : Αιγιάλεια) est un dème situé dans la périphérie de Grèce-Occidentale en Grèce. À la suite du programme Kallikratis, le dème actuel est issu de la fusion en 2011 entre les dèmes d'Égira, d'Aigion, d'Akráta, de Diakoptó (en), d'Erineós et de Sympolitía.

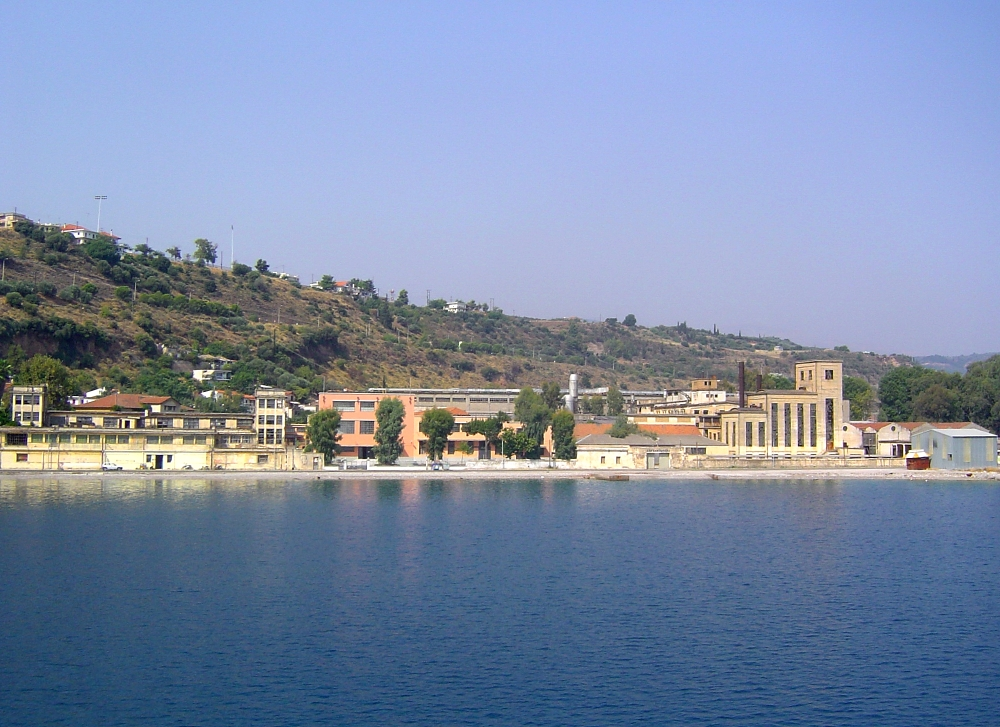
Dans le port d'Egio